# Tammela (Tampere)
Tammela sont les quartiers numéros 15 et 16 (finnois : Kaupunginosat XV ja XVI) du centre-ville de Tampere en Finlande,,.

## Description
Tammela est bordé par la rue Itsenäisyydenkatu au sud, la gare de triage à l'ouest, Kekkosentie au nord et la rue du parc de Kaleva à l'est.
Le quartier de Tulli avec Sorsapuisto, au sud de Kalevantie, et Osmonmäki sont parfois considérées comme appartenant à Tammela, cependant, Tulli et Osmonmäki sont leurs propres des quartiers qui n'appartiennent pas à Tammela

## Architecture
Tammela est particulièrement connue pour le Tammelantori, la seule place de marché de Tampere utilisée quotidiennement toute l'année.
Dans les parties orientales de Tammela, il reste encore des vestiges de l'ancien Puu-Tammela, tandis que la zone la plus proche du centre est presque entièrement constituée de bâtiments en brique et en béton.
La plupart des maisons en bois restantes sont désormais protégées, ainsi que la seule maison en pierre originale de la zone, la Villa Sofia.
Certaines maisons ont été rénovées, tandis que d'autres ont été remplacées par de nouveaux bâtiments du même style.
En 2003, les immeubles de Kyllikinraitti ont été démolis, accompagnés d'un grand tumulte, et les immeubles d'habitation de la Fondation Locative ont été construits à leur place. La désignation Puu-Tammela est devenue officielle avec le salon du logement organisé en 1990.
Les étudiants de l'Université de Tampere préfèrent Tammela comme lieu de résidence en raison de la proximité du campus.
D'anciennes propriétés de Tammela ont été rénovés et transformées en appartements de la Fondation pour le logement étudiant de la région de Tampere (TOAS).
Tammela abrite aussi le stade de football de Tammela (fi) et l'école primaire de Tammela, qui abrite également une école d'arts visuels nommée en l'honneur de Sara Hildén (fi).

## Histoire
Tammela est un quartier ouvrier créé dans les années 1870.
Aujourd'hui, il est particulièrement apprécié des étudiants de l'université de Tampere voisine.
Tammela a été presque complètement détruit en 1918 lors de la bataille de Tampere pendant la guerre civile finlandaise et gravement endommagé lors des raids aériens de la Seconde Guerre mondiale.
Certaines maisons en bois du début des années 1900 existent encore dans la partie orientale du quartier.

## Galerie

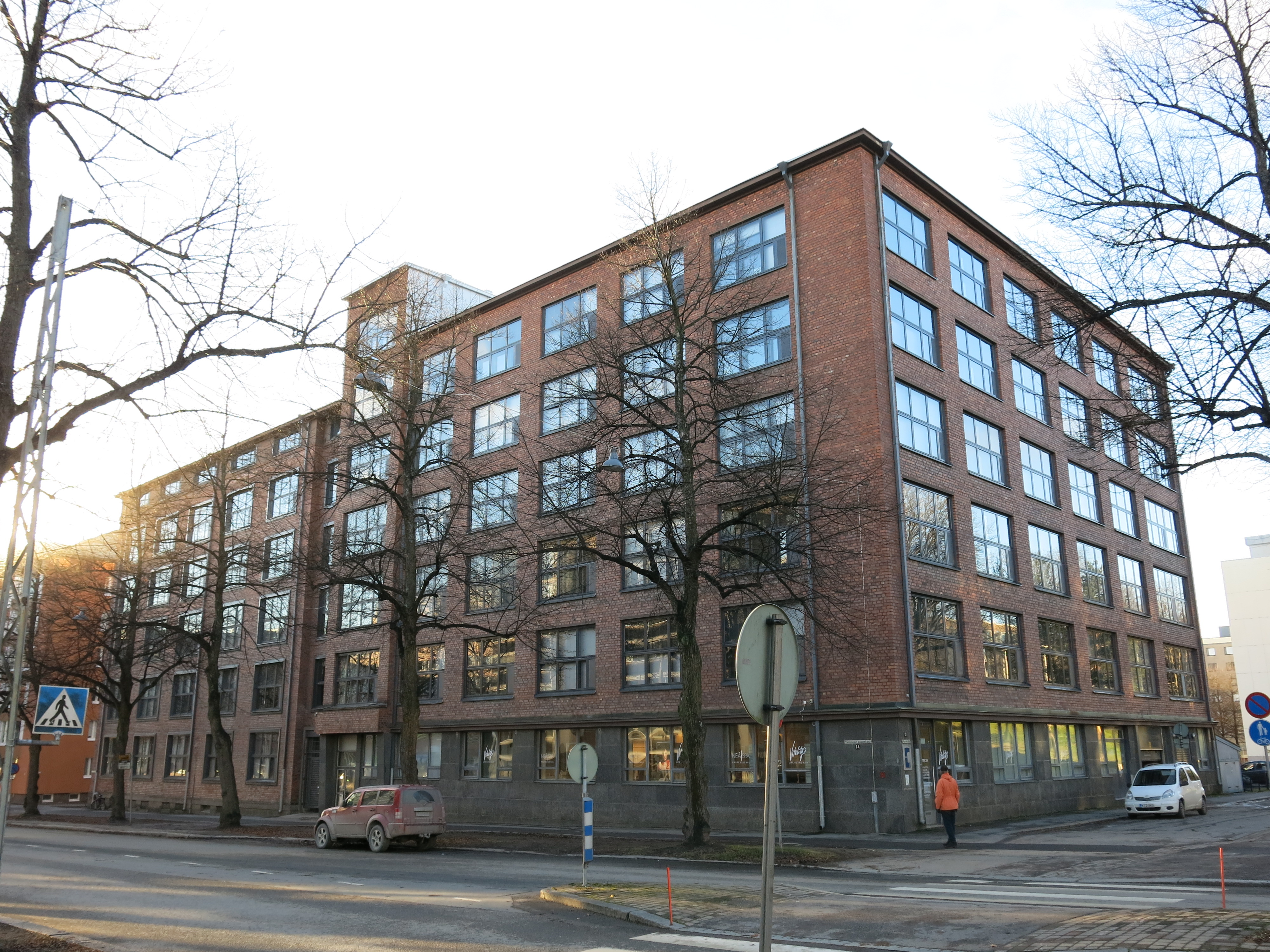
Usine de chaussures Brander.
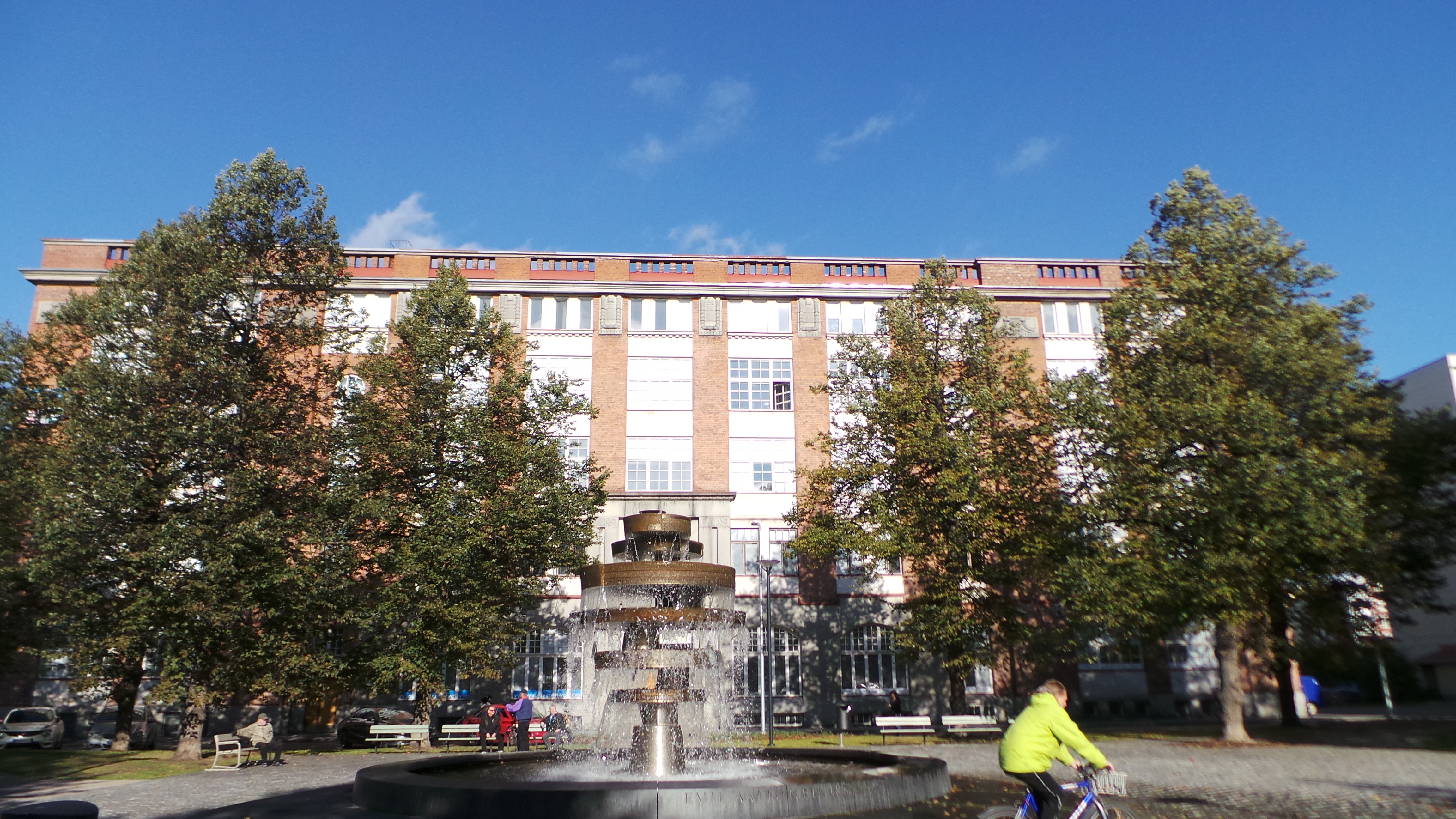
Usine de chaussures de Aaltonen.
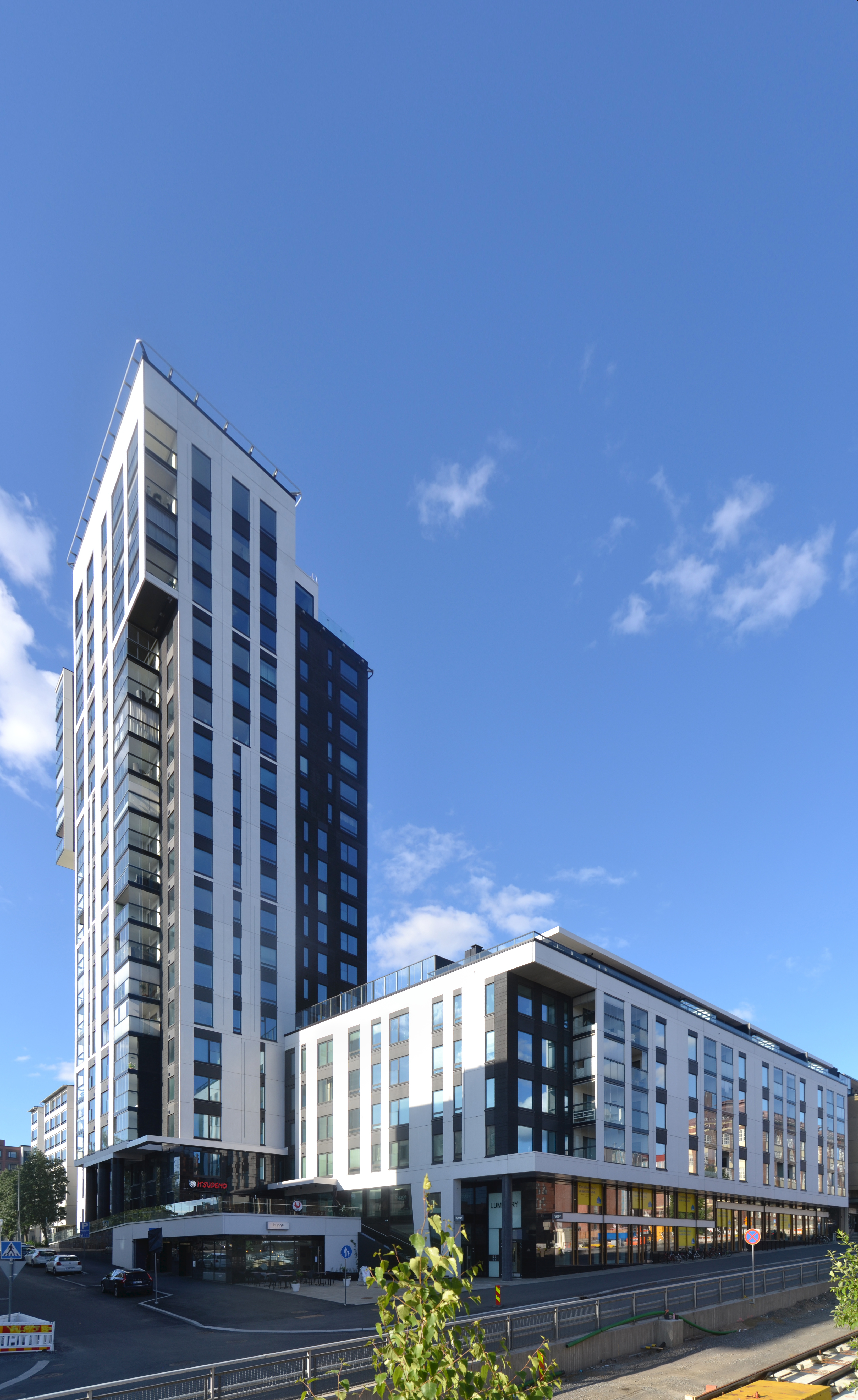
Luminary.
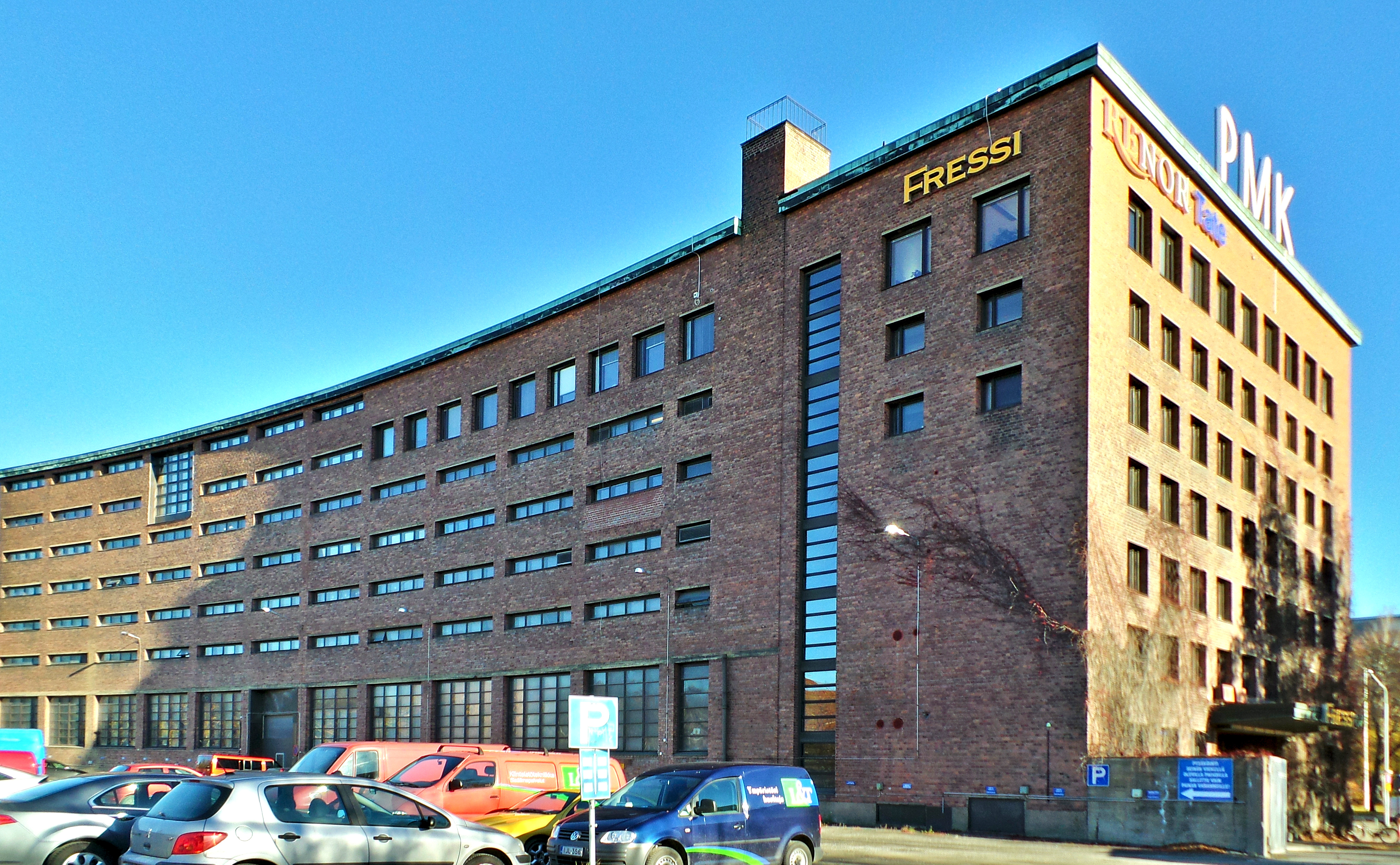
Immeuble PMK.

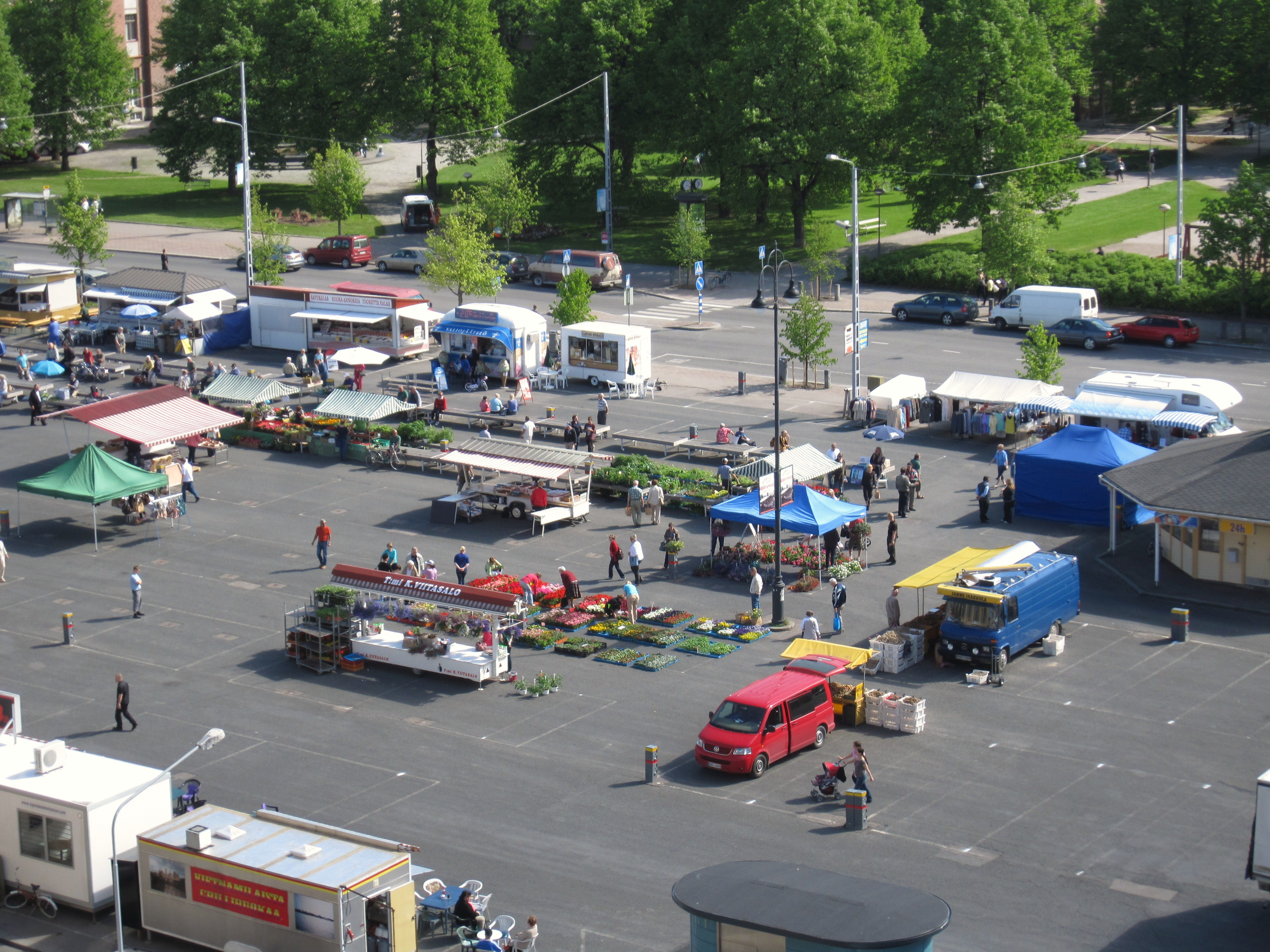
Tammelantori.
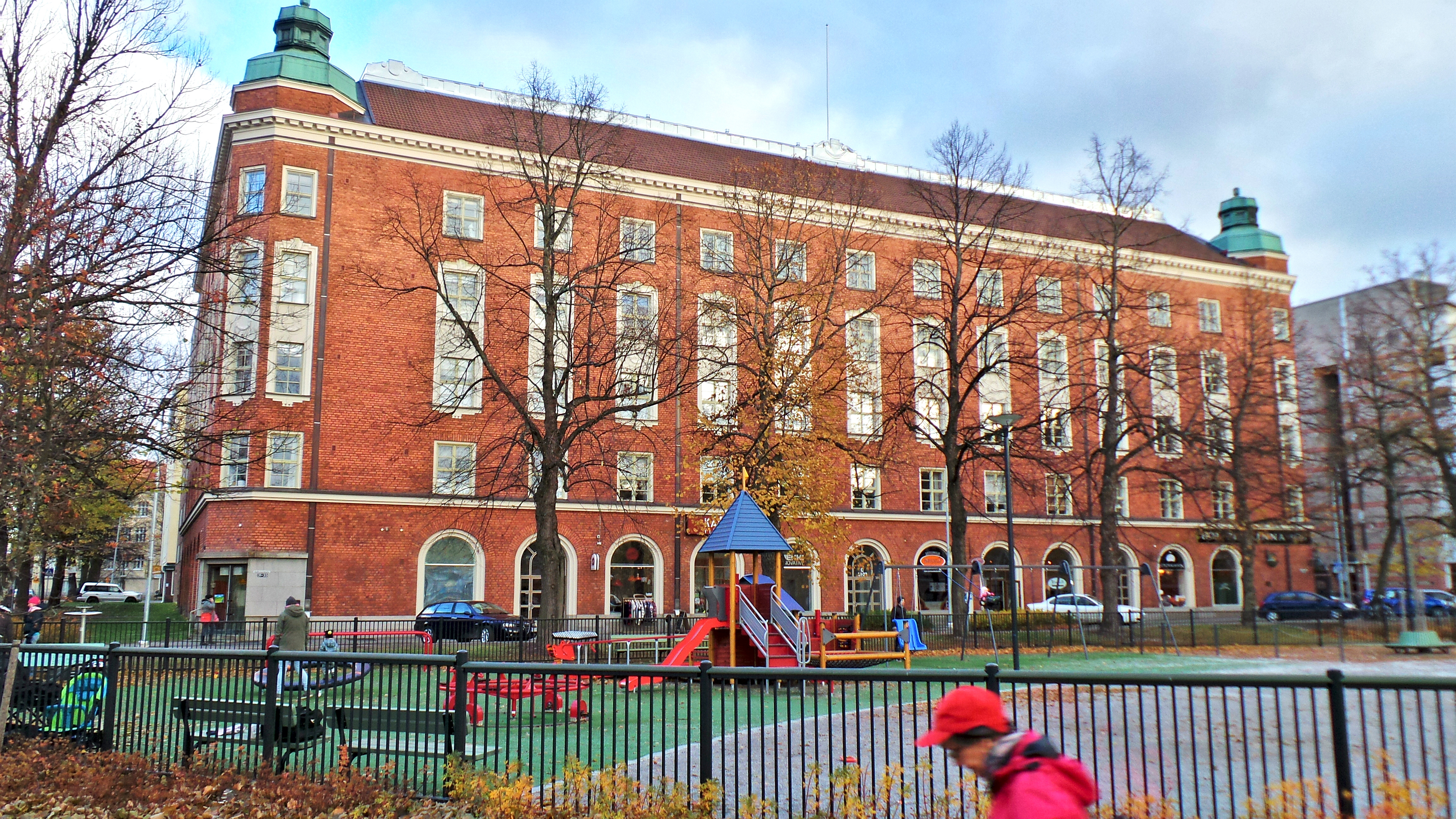
Pikilinna.
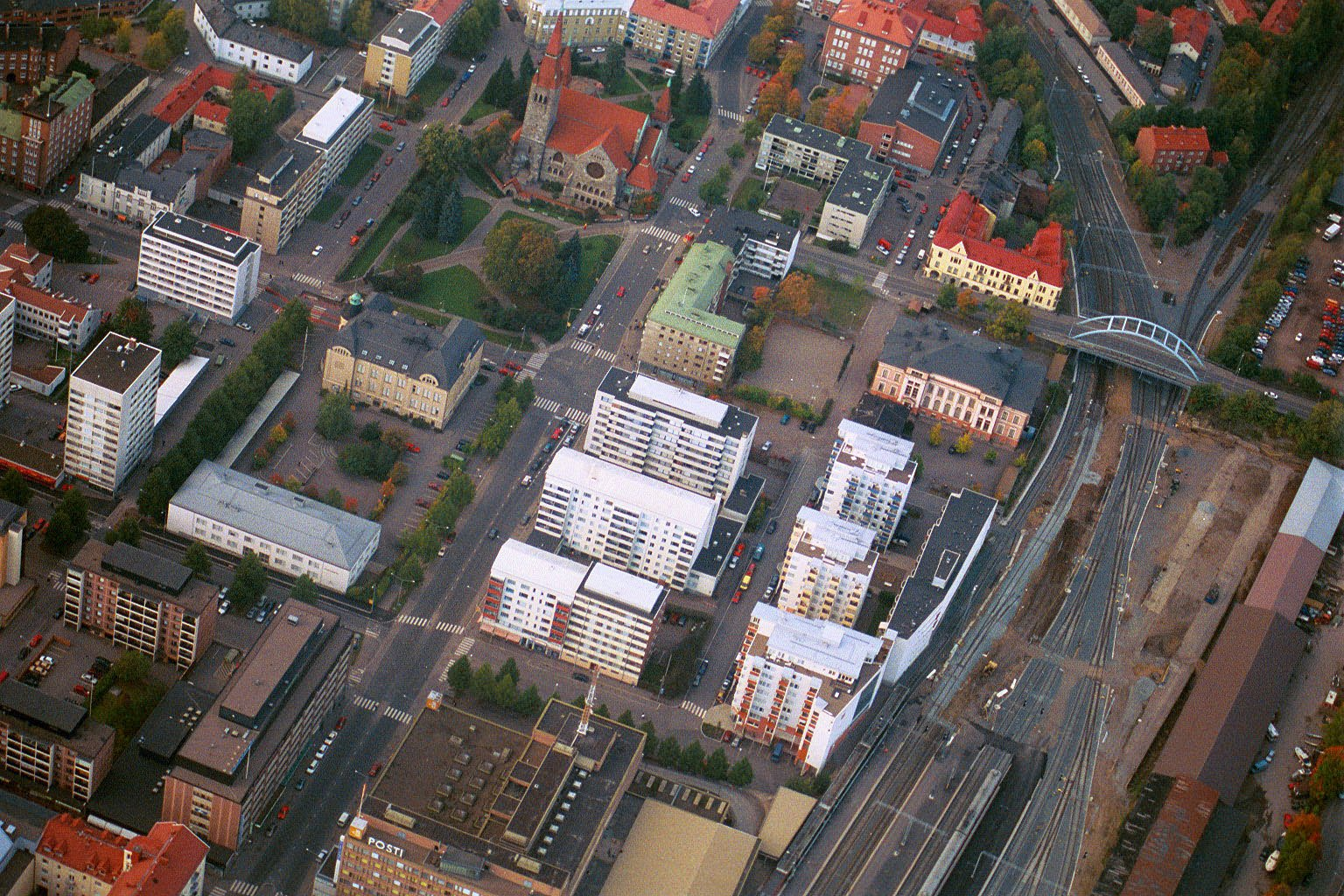
Tammela et le pont d'Erkkilä.